# Кастьоне-делла-Презолана
Кастьоне-делла-Презолана (італ. Castione della Presolana) — муніципалітет в Італії, у регіоні Ломбардія,  провінція Бергамо.
Кастьоне-делла-Презолана розташоване на відстані близько 490 км на північний захід від Рима, 85 км на північний схід від Мілана, 37 км на північний схід від Бергамо.
Населення — 3440 осіб (2014).
Щорічний фестиваль відбувається 26 серпня. Покровитель — святий Алессандро.

## Демографія
Населення за роками:

Станом на 1 січня 2023 року в муніципалітеті офіційно проживали 82 іноземці з 16 країн, серед них 22 громадяни країн Євросоюзу та 3 громадяни України.

## Сусідні муніципалітети
- Анголо-Терме
- Колере
- Фіно-дель-Монте
- Оноре
- Роньо
- Роветта
- Сонгаваццо